# Hôtel de la Monnaie (Tours)
L'hôtel de la Monnaie de Tours est situé dans le Vieux-Tours. Le monument fait l’objet d’une inscription au titre des monuments historiques depuis le 27 juin 1946.
L'hôtel, situé 5-7 rue de la Monnaie, fut construit à l'emplacement d'un hôtel des monnaies datant du XVIe siècle.

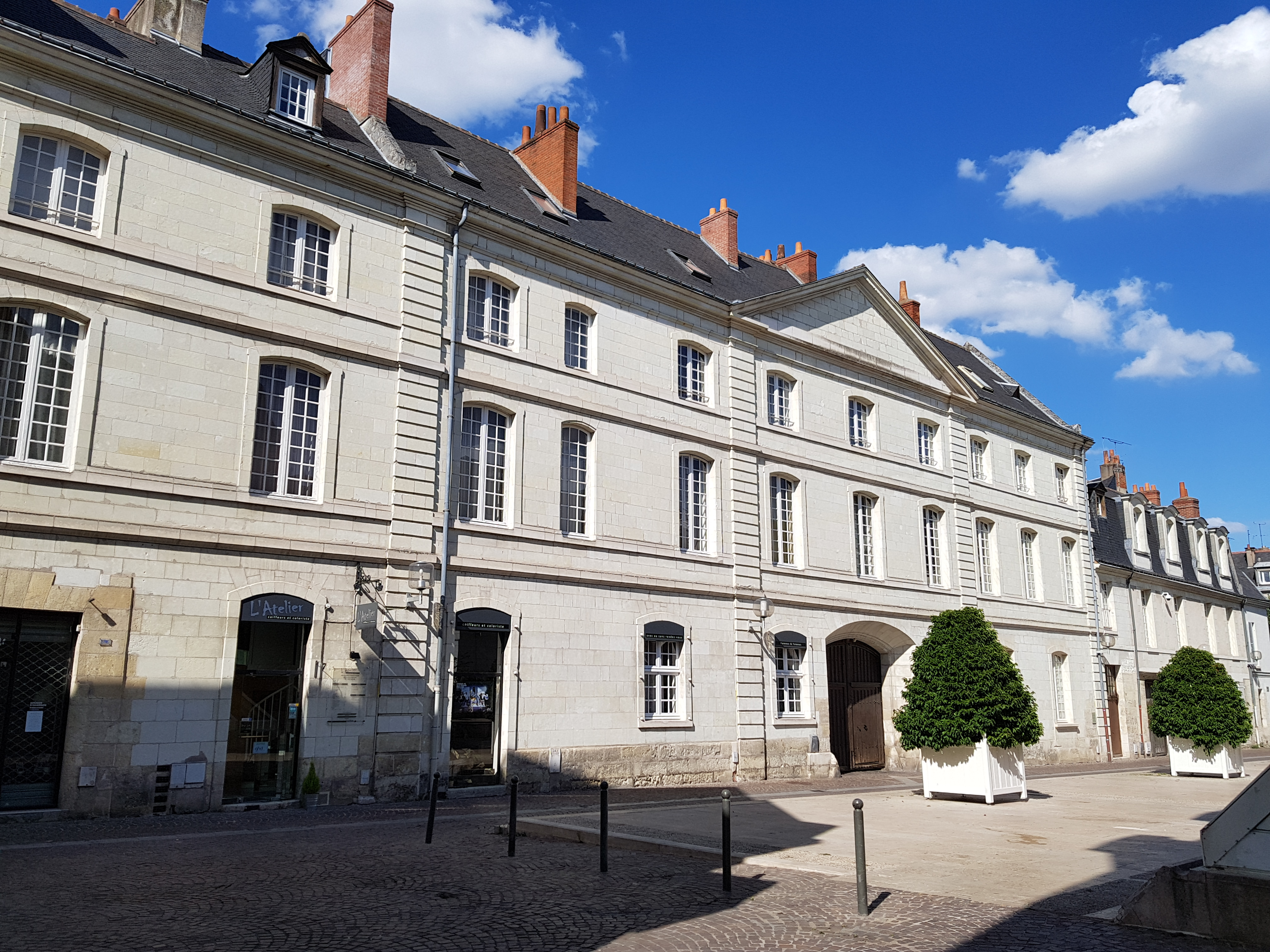